# 한산면 (통영시)
한산면(閑山面)은 대한민국 경상남도 통영시의 면이다. 한산도는 420여년전 임진왜란을 승리로 이끌 수 있는 계기가 되었던 세계4대해전에 빛나는 한산대첩의 승첩지이자 3년8개월 간 이순신 장군의 숨결이 살아 숨쉬는 제승당과 마을마다 간직한 통제영 마을의 흔적은 역사적 유적지로서의 가치와 더불어 한려해상국립공원의 중심에 위치한 천혜의 관광명소로 이름높은 곳이다.

## 개요
한산면은 본도와 주변에 산재한 도서들로 이루어진 지역으로 총 65개의 유무인도를 포함하고, 청사에 길이 빛날 한산대첩지로서 이름 높은 국난극복의 역사적인 고장이며, 경치가 아름답기로 유명한 한려해상국립공원이 시작되는 지역으로, 남쪽으로 힘차게 뻗어내린 태백산맥의 산줄기들이 바다에 잠겼다가 크고 작은 멧부리들이 바다 위에 봉긋 솟아올라 아름 다운 다도해를 이룬 섬들의 한 부분이다. 땅은 순하나 그 굴곡은 결코 평탄하지만은 않아 높고 낮은 봉우리들이 키를 재고 그 기슭과 골짜기마다 인가들이 자리 잡았으며, 해안은 드남듬이 매우 복잡하고 거울면과 같은 잔잔한 바다를 끼고 있으며, 바깥바다로 나갈수록 낭떠러지가 심하여 절경을 이루었다.

## 연혁
행정구획상으로 한산면 지역은 원래 거제에 속했다. 통일신라시대에는 거제군 3현 가운데 하나인 명진현에 관할되었으며, 그 후 조선초기까지는 거제현 남면, 그리고 후기에는 거제현 둔덕면 7방에 속했으며, 행정동리는 14동이었다. 그 후 한말 광무 4년(1900) 고성군에서 분리 독립된 이 고장 통영군 한산면, 그리고 통영시 한산면이 되었다.
- 1858년 거제군 한산면 설치
- 1900년 진남군 한산면 개칭
- 1909년 용남군 한산면 개칭
- 1914년 통영군 한산면 개칭
- 1995년 통영시로 통합으로 통영시 한산면이 되었다

## 행정 구역

### 한산도
- 두억리
- 염호리
- 창좌리
- 하소리

### 기타
- 염호리 (비산도)
- 창좌리 (좌도)
- 추봉리 (추봉도)
- 용호리 (용초도)
- 비진리 (비진도)
- 매죽리 (소매물도, 대매물도)

## 교육
- 한산초등학교
- 한산중학교

## 관광
- 제승당

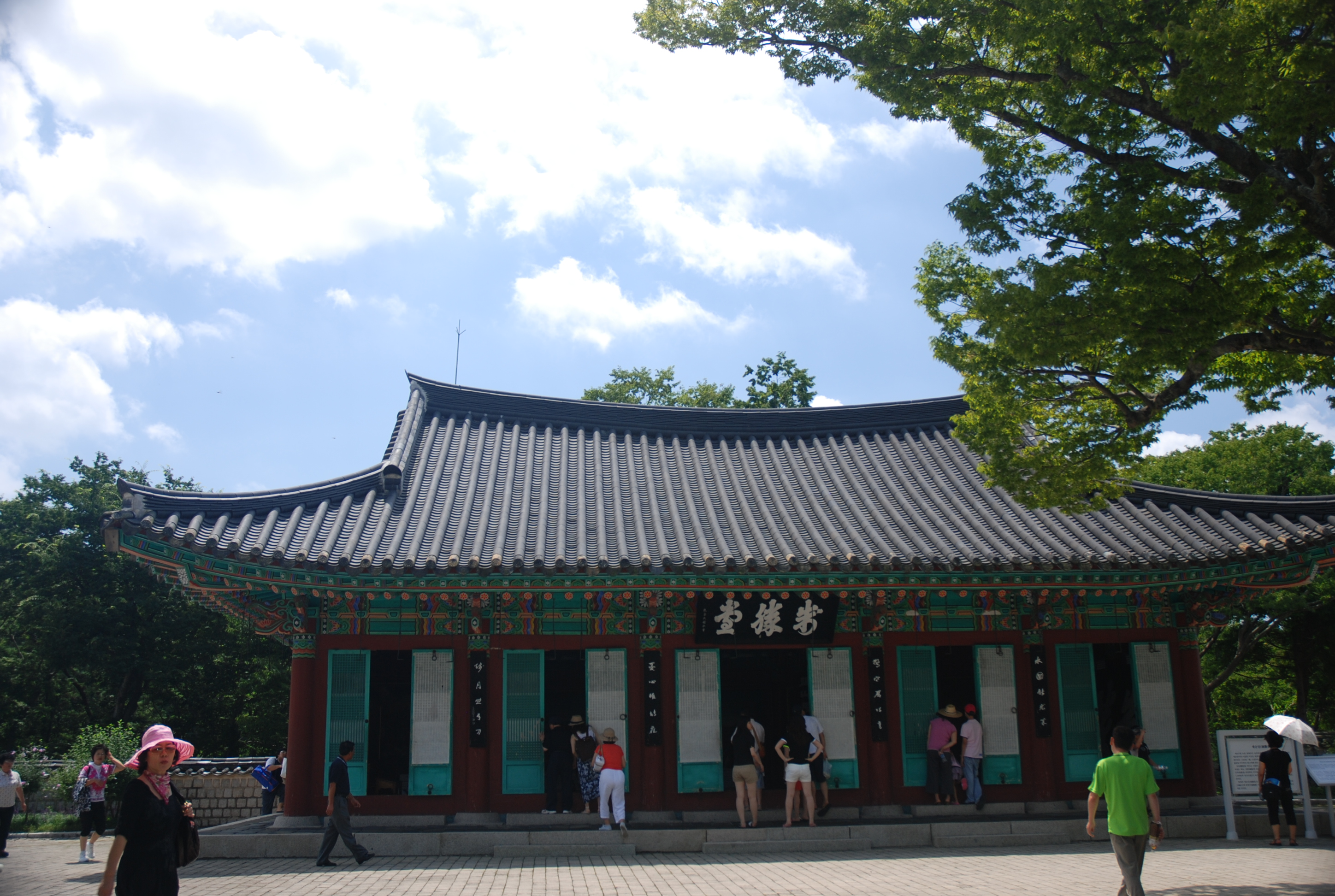
제승당

한산면 두억리 875에 위치한  사적 제113호로, 임진왜란 때 왜군을 물리치고 나라를 구한 충무공 이순신 장군의 자취가 남아 있는 곳이다. 경 내의 면적은 600,871m2이며, 건물은 28동, 건평 1,602m2이며, 통영시에서 직선으로 6.7 km 떨어진 한산섬에 위치한다. 섬이기 때문에 배가 유일한 접근 수단이며, 통영에서 25분이 소요된다. 거제도에서는 배를 타고, 추봉도를 통해 접근할 수 있다.
1592년 선조 25년 임진왜란이 발발한 이후 이순신은 한산대첩을 통해 바다의 제해권을 구축하였다. 그 후 제승당을 짓고, 1593년 선조 26년부터 1597년 정유재란 당시 원균의 참패로 소실된 선조 30년까지 4년간 삼도수군통제영의 본영으로 삼아 제해권을 장악하면서 국난을 극복하는데 기여한 유서깊은 사적지이다. 선조 30년 1597년에 폐진이 되었다가 142년 후인 1739년 영조 15년에 통제사 조경이 중건하고, 유허비를 세웠다.
- 소매물도

한산면 매죽리에 위치한 섬이다. 소매물도는 통영항에서 동남쪽 직선거리 26 km 지점의 바다 위에 떠 있는 섬이다. 면적 0.33km2에 주민 50여명이 고기잡이와 해조류를 채취하며 옹기종기 모여 사는 조그만 섬이다. 한산면 매죽리에 속한 대매물도, 소매물도, 등대도(燈臺島, 일명 글썽이섬) 3섬을 통틀어 매물도라 하고 소매물도라 하면 흔히 등대도까지 아울러서 부르는데 소매물도와 등대도의 해안암벽이 장관이다.
- 비진도해수욕장
- 봉암해수욕장